# Параграф 175 (фільм)

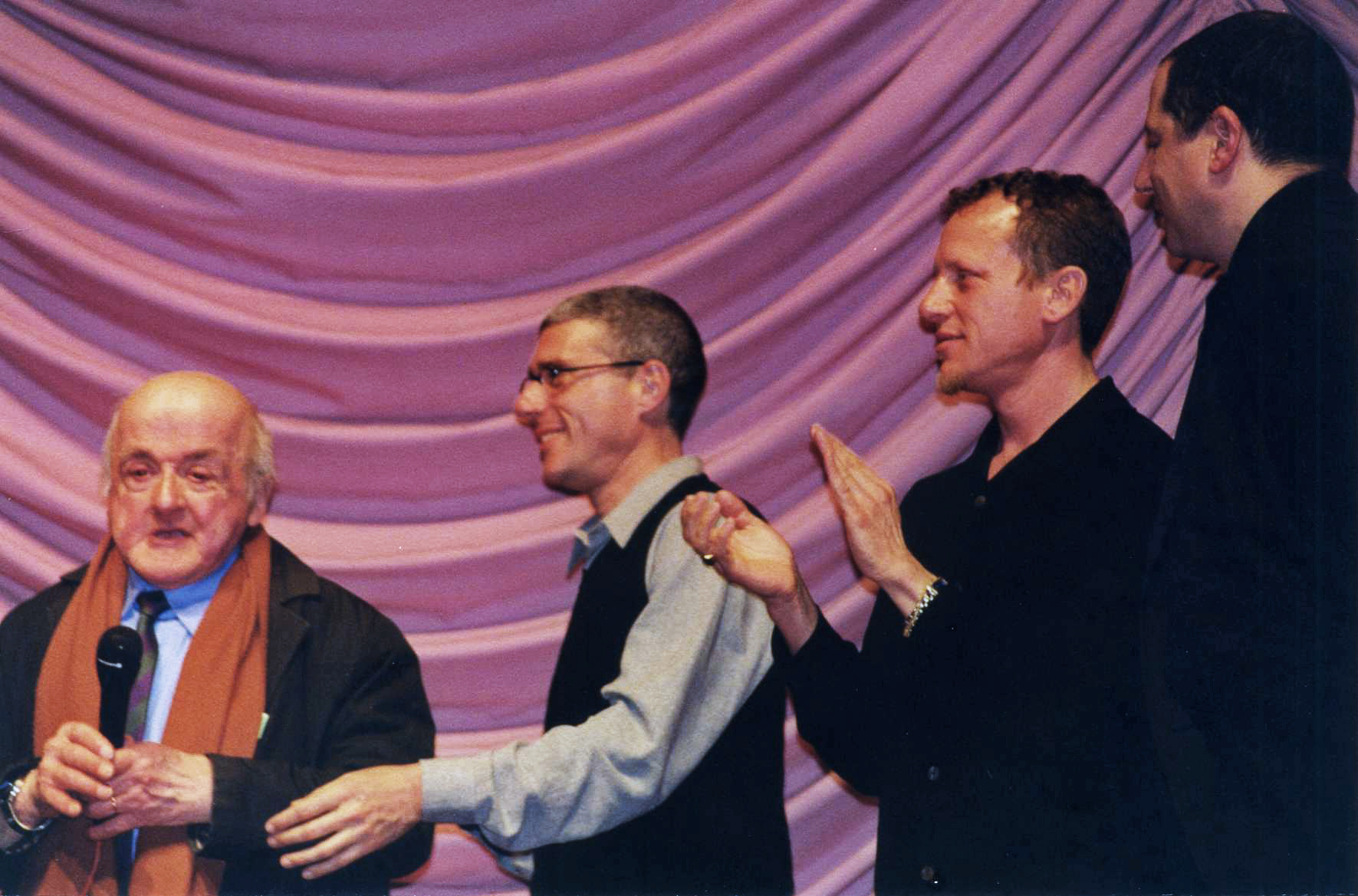
Документальний фільм Параграф 175, спільного німецько-британсько-американського виробництва, висвітлює вплив закону на інтернатів концентраційних таборів. На фото: Прем'єра в Німеччині

«Параграф 175» — документальний фільм, випущений у 2000 році режисерами Робом Епштейном та Джефрі Фрідманом, озвучений Рупертом Евереттом. Фільм створили Роб Епштейн, Джефрі Фрідман, Джанет Коул, Майкл Ерензвейг, Шейла Невінс і Говард Розенман. Сюжет фільму розповідає про життя кількох геїв та однієї лесбійки, яких переслідували нацисти. Чоловіків заарештували нацисти за гомосексуальність за Параграфом 175 (§ 175), содомійне положення Німецького кримінального кодексу, починаючи з 1871 року.
У період з 1933 по 1945 рр. за § 175 було заарештовано 100 000 чоловіків. Деякі з них були ув'язнені, інші направлені в концентраційні табори. Лише близько 4000 вижили.
Відомо, що станом на 2000 рік менше десяти з цих чоловіків залишалися в живих. П'ять із них уперше розповіли свої історії в документальному фільмі, що, як вважається, є одними з останніх нерозказаних історій Третього Рейху.
Параграф 175 розповідає про розрив в історичній хроніці та розкриває довготривалі наслідки, розказані через особисті історії геїв та лесбійок, які це пережили, зокрема Карла Гората; Гада Бека, напівєврейського бійця руху опору, який провів війну, допомагаючи біженцям утекти з Берліна; Аннетту Ейк, єврейську лесбійку, що втекла до Англії за допомогою жінки, яку вона любила; Альбрехта Бекера, німецького християнського фотографа, що був заарештований та засуджений за гомосексуальність, потім вступив до армії після звільнення, бо він «хотів бути з чоловіками»; П'єра Зель, ельзаський підліток, що спостерігав, як його коханця було з'їдено заживо собаками в таборах.

## Нагорода
- Премія Тедді за кращий документальний фільм, 2000